# 国割岳
国割岳（くにわりだけ）は、鹿児島県熊毛郡屋久島町の屋久島にある標高1,323mの山。川原岳とも称する。
かつて登山道が設けられていたが2010年1月現在、廃道となっている。

## 概要
島内では比較的高峰であるが、登山客の多い宮之浦岳や永田岳と離れた位置にあるため知名度が比較的低いほか、登山道が廃道となっていることもあり登山客は少ない。なお、過去には山内で道に迷ったため救助された男性がいる。
山頂には三角点が備えられている。なお、山頂付近の展望はない。